# Енді Джоунс (стрибун у воду)
Енді Джоунс (англ. Andy Jones, нар. 21 квітня 1985, Анкоридж, США) — американський стрибун у воду. Учасник Чемпіонату світу з водних видів спорту 2015 де в стрибках з 27-метрової вишки посів 5-те місце.